# Павел Кроупа
Павел Кроупа (нар. 24 серпня 1963, Їндржихув Градець) — німецький та австралійський астрофізик чеського походження. Особливо відомий створеною ним початковою функцією мас, яка тапер називається на його честь «функцією Кроупи». Також зробив внесок в зоряну динаміку, теорію планетоутворення та космологію.

## Біографія
Після поразки Празької весни в 1968 році сім'я Кроупа втекла з Чехословаччини і втратила все своє майно. Кроупа зростав в Німеччині та Південно-Африканській Республіці. У 1983 році він склав випускні шкільні іспити в Геттінгені, а потім вивчав фізику в Університеті Західної Австралії в Перті. У 1988 році він отримав стипендію імені Ісаака Ньютона в Кембриджському університеті, а в 1992 році — дослідницьку стипендію Волтера Вільяма Рауса Болла в кембриджському Трініті-коледжі. Того ж року він здобув ступінь доктора філософії, захистивши дисертацію про розподіл зір малої маси в Галактиці. Потім до 2000 року він працював в астрономічних дослідницьких групах Гайдельберзького університету та Інституту астрономії Макса Планка. Згодом він перевівся до Кільського університету, де у 2002 році зробив габілітацію та отримав стипендію Гейзенберга. У квітні 2004 року його запросили до обсерваторії Боннського університету, яка сьогодні є відділом Інституту астрономії Аргеландера в Бонні. У 2007 році він отримав посаду запрошеного професора в Суїнбернському технологічному університеті в Мельбурні та в Університеті Шеффілда.

## Наукова робота

Функція Кроупа (червона лінія) у порівнянні з іншими стандартними початковими функціями мас

Кроупа є керівником дослідницької групи, яка займається зоряним населенням і зоряною динамікою.
Його наукова робота почалася в 1987 році в Австралії з дослідження Проксими Центавра. Він добре відомий у професійних колах своєю роботою з розподілу зір за масою. У 1990—1992 роках в Кембриджі разом з Крістофером Тоутом і Джерардом Гілмором, використовуючи статистичні дані спостережень одиночних та подвійних зір, він запропонував широко вживану тепер канонічну початкову функцію мас, яка описує розподіл новонароджених зір за масами. У 2004 році разом з Карстеном Вайднером у Кілі він вказав на існування максимально можливої зоряної маси, що дорівнює приблизно 150 масам Сонця.
У Гайдельберзі в 1993—1995 роках він представив перші розрахунки динаміки зоряних скупчень, у яких усі зорі народжуються як подвійні. Це вирішило проблему того, що зорі поля містять значно менше подвійних систем, ніж області зореутворення, оскільки подвійні системи розпадаються та розсіюються в навколишньому середовищі під час еволюції зоряного скупчення. Він математично виразив і застосував теорію еволюції подвійних зір і створив метод динамічного синтезу зоряного населення і передбачив існування подвійних систем, заборонених попередньою теорією (так званих заборонених подвійних систем).
У 1997 році він досліджував зоряну динаміку під час злиття галактик-супутників з Чумацьким Шляхом. У 2002 році він уточнив спостережуваний динамічний нагрів або потовщення галактичного диска Чумацького Шляху і разом з Карстеном Вайднером сформулював теорію інтегрованої галактичної початкової функції маси (англ. integrated galactic initial mass function, IGIMF).
У співпраці з Інго Тісом і Крістіаном Тайсом у 2003—2004 роках він визначив, що коричневі карлики та позасонячні планетні системи можуть утворюватися в навколозоряних дисках через вплив зір, які пролітають повз диск і збурюють його. Дослідники доводили, що так само була сформована й наша Сонячна система.
З 2010 року інтерес Кроупа перемістився на космологію. Він критикував Стандартну космологічну модель за неспроможність пояснити спостережувані структури в масштабах 1 кпк і більше і розвивав альтернативні космологічні моделі на основі модифікованої ньютонівської динаміки.